# Tri tra trullala (Herbergsvater)
Tri tra trullala (Herbergsvater) ist ein Lied des deutschen Sängers Joachim Witt aus dem Jahr 1982, welches der Neuen Deutschen Welle zugerechnet wird und als Single aus dessen Album Edelweiß ausgekoppelt wurde. Die B-Seite der Single trug den Titel Geh’ mal vor. Auf der Maxi-Single war die B-Seite Ich bin der deutsche Neger. In den USA erschien die Maxi-Single mit einer Instrumentalversion des Liedes Tri tra trullala (Herbergsvater) auf der B-Seite.
Das Lied erschien auch als Remix Herbergsvater (Danzmusik Mix) auf dem 2007 veröffentlichten Album Auf ewig.

## Hintergrund
Joachim Witt verfasste Musik und Text. Die Musik ist gekennzeichnet durch „monotonen Rhythmus“ und „psychedelisch angehauchte Gitarren“. Der Text besteht nur aus „wenigen, sich ständig wiederholenden Textzeilen“. Joachim Witt bemerkte hierzu: „Der Song soll penetrant wirken, denn es ist ein Spottlied auf sogenannte Autoritäten. Und die sind penetrant.“

## Rezeption
In Deutschland erreichte das Lied Platz 39 der Singlecharts und verkaufte sich über 100.000 Mal.
Artur Schulz von laut.de bezeichnet das Lied als „kruden Quatsch“ und spürte, dass es ihn 1982 „irritierte“, aber die Version von 2007 funktioniere „mit seinem rücksichtslosen Schielen auf die glimmernde Disco-Kugel äußerst prächtig“. Der Musikjournalist Ruben Jonas Schnell vom  Internetradiosender ByteFM lobte das Lied und das Album und bezeichnete es als „musikalisch wegweisend“. Das Album sei eine „handgemachte Vorstufe von Techno mit Maschinen-Beats“ und lobte die „bemerkenswerte Konsequenz“ der Texte. Das Album sei heute immer noch „irre“ und „so aufregend wie vor 30 Jahren“.